# Pseudarchaster discus
Pseudarchaster discus is een kamster uit de familie Pseudarchasteridae.
De wetenschappelijke naam van de soort werd in 1889 gepubliceerd door Percy Sladen.